# Sybold van Ravesteyn

Sybold van Ravesteyn arbeitet in seinem Büro. Der Stuhl ist sein eigenes Design. (1974)

Sybold van Ravesteyn (* 18. Februar 1889 in Rotterdam; † 23. November 1983 in Laren) war ein niederländischer Architekt.

## Lebenszyklus und Arbeiten
Sybold van Ravesteyn wurde am 18. Februar 1889 in Rotterdam geboren. Er war auf der Höhere Bürgerschule und begann 1906 mit seinem Studium des Bauingenieurwesens in Delft. Er machte ein Praktikum in Deutschland. Er hatte ein großes Wissen über Stahlbeton. 1921 wurde er Architekt bei den Niederländischen Eisenbahnen. Sein erster eigener Entwurf war ein Güterschuppen und Büros in Arnhem (1924). 1938 entwarf er einen neobarocken Anbau für das Kunstmin-Theater in Dordrecht.
1915 heiratete Van Ravesteyn Dora Hintzen, Tochter eines Rotterdamer Bankiers und Politikers. 1931 ließ er sich scheiden und heiratete Johanna van Geelkerken, eine Schwester des NSB-Politikers Cornelis van Geelkerken, mit der er einen Sohn hatte.

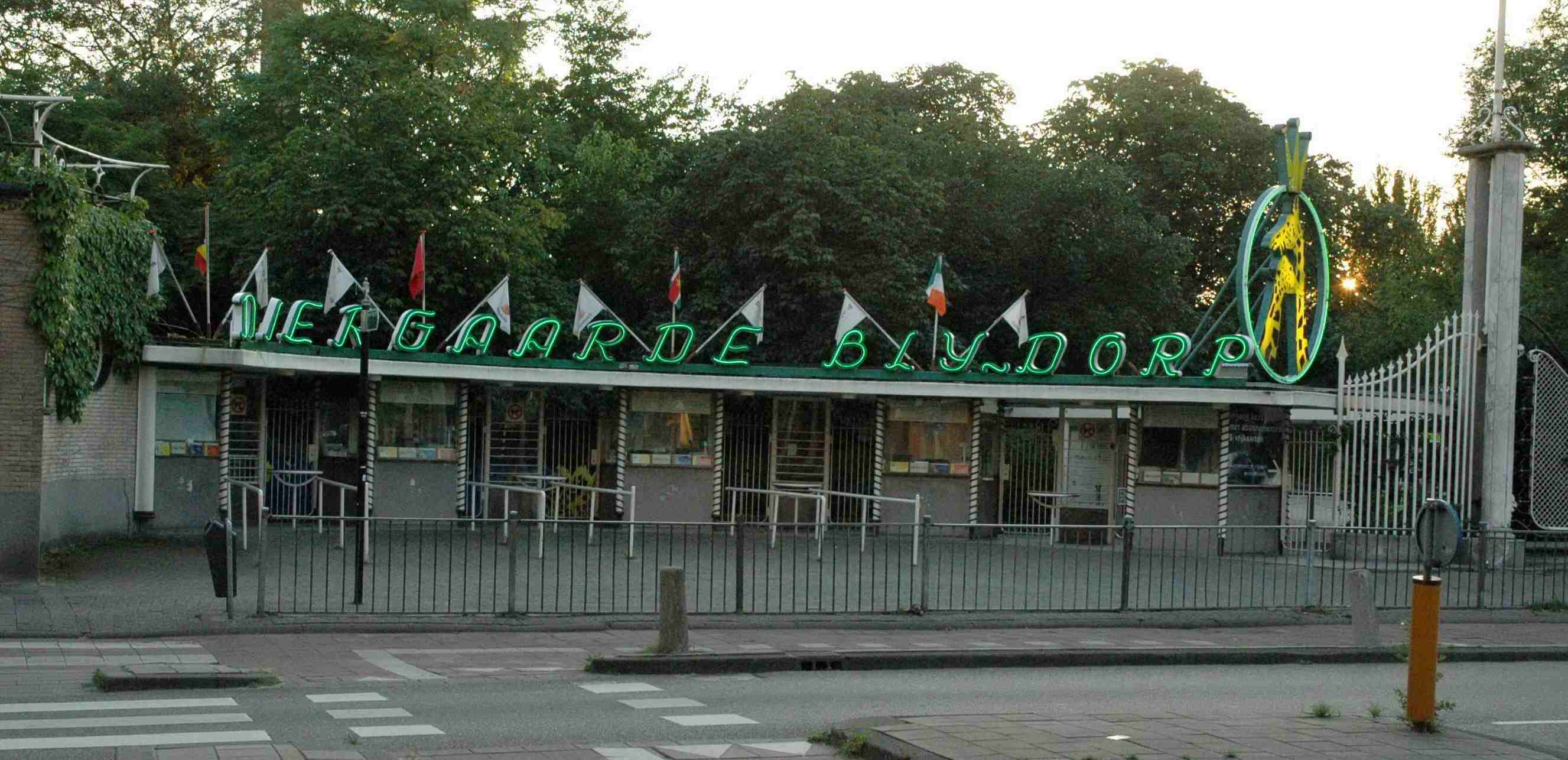
Denkmalgeschützter Eingang des Rotterdamer Zoos

Ein weiteres bekanntes Design von Van Ravesteyn ist Diergaarde Blijdorp in Rotterdam (erbaut 1939–1941). Van Ravesteyn ist damit einer der wenigen Architekten weltweit, der einen ganzen Zoo nach eigenen Vorstellungen gestalten durfte.

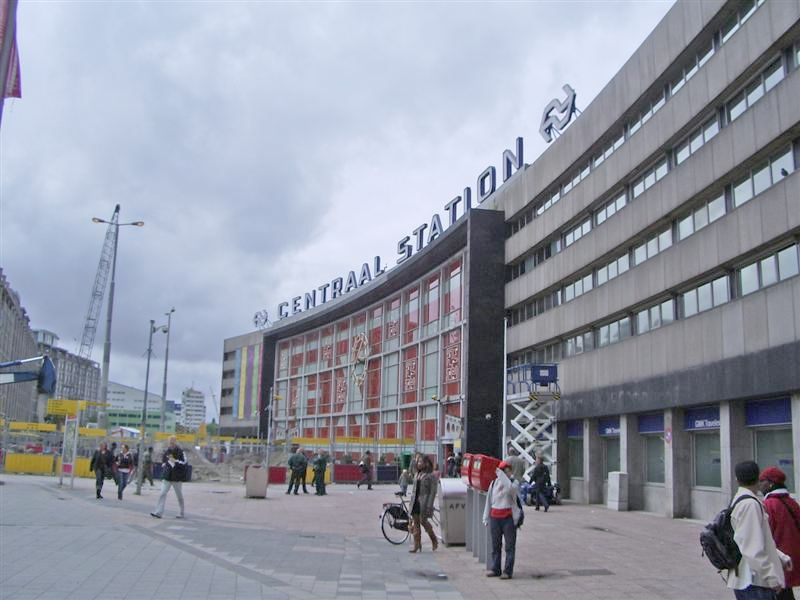
Haupteingang des alten, inzwischen abgerissenen Bahnhofsgebäudes

Für die Niederländische Eisenbahn hat er Bahnhöfe und Stellwerke in den Niederlanden entworfen. Eine große Anzahl davon, darunter der Bahnhof Rotterdam Centraal (1950–1957) und die Bahnhofsgebäude von -Blaak (1934), -Hofplein und -Zuid in Rotterdam, Bahnhof Utrecht Centraal (1936–1940) und Bahnhof ’s-Hertogenbosch (1952), wurden inzwischen abgerissen. Auch der Bahnhof Rotterdam Noord und der stillgelegte Bahnhof Rotterdam Bergweg sind noch vorhanden. Bahnhofsgebäude von Van Ravesteyn sind auch in Roosendaal (1949), Hoek van Holland Haven (1950), Vlissingen (1950) und Nijmegen (1954) zu sehen.
Während des Zweiten Weltkriegs blieb van Ravesteyn Mitglied der von den Nazis kontrollierten Architektenvereinigung, um seine Arbeit als Architekt fortsetzen zu können, und entwarf auch einen Eisenbahnwaggon für Arthur Seyß-Inquart.
Zwischen 1947 und 1963 entwarf er außerdem rund 20 Purfina-Tankstellen aus Beton für Petrofina. 2017 erhielt es den Status eines Nationaldenkmals. Sein letzter Entwurf, ein Stadtpostamt in Nijmegen, stammt aus dem Jahr 1964.
Van Ravesteyn war nicht nur Architekt, sondern auch Möbel- und Innenarchitekt. Ein Beweis für seinen internationalen Ruhm ist die Tatsache, dass er 1925 von einem der größten französischen Architekten seiner Zeit, Robert Mallet-Stevens, einen Raum in der Villa Noailles im südfranzösischen Hyères gestalten durfte.
Er starb am 24. November 1983 in Laren.